# Канада на Чемпіонаті світу з водних видів спорту 2015
Канада взяла участь у Чемпіонаті світу з водних видів спорту 2015, який пройшов у Казані (Росія) від 24 липня до 9 серпня.

## Медалісти
| Медаль | Ім'я                                                                                         | Вид спорту     | Дисципліна                              | Дата     |
| ------ | -------------------------------------------------------------------------------------------- | -------------- | --------------------------------------- | -------- |
| 2      | Дженніфер Абель Памела Вейр                                                                  | Стрибки у воду | синхронний трамплін, 3 метри (жінки)    | 25 липня |
| 2      | Вінсан Ріндо Мейган Банфето                                                                  | Стрибки у воду | змішана синхронна вишка, 10 метрів      | 25 липня |
| 2      | Мейган Банфето Розелін Фільйон                                                               | Стрибки у воду | вишка, 10 метрів (жінки)                | 27 липня |
| 2      | Франсуа Імбо-Дюлак Дженніфер Абель                                                           | Стрибки у воду | змішаний синхронний трамплін, 3 метри   | 2 серпня |
| 3      | Раян Кокрейн                                                                                 | Плавання       | 400 метрів вільним стилем (чоловіки)    | 2 серпня |
| 3      | [Санто Кондореллі]] Юрі Кісіл Шанталь ван Ландегхем Сандрін Менвіль Карл Круг* Вікторія Пун* | Плавання       | змішана естафета 4x100 м вільним стилем | 8 серпня |
| 3      | Раян Кокрейн                                                                                 | Плавання       | 1500 метрів вільним стилем (чоловіки)   | 9 серпня |
| 3      | Емілі Оверголт                                                                               | Плавання       | 400 метрів комплексом (жінки)           | 9 серпня |

| Вид спорту                 | 1 | 2 | 3 | Загалом |
| -------------------------- | - | - | - | ------- |
| Стрибки у воду             | 0 | 4 | 0 | 4       |
| Хай-дайвінг                | 0 | 0 | 0 | 0       |
| Плавання                   | 0 | 0 | 4 | 4       |
| Плавання на відкритій воді | 0 | 0 | 0 | 0       |
| Синхронне плавання         | 0 | 0 | 0 | 0       |
| Водне поло                 | 0 | 0 | 0 | 0       |
| Загалом                    | 0 | 4 | 4 | 8       |

## Стрибки у воду
Повна команда з восьми канадських спортсменів кваліфікувалася на змагання зі стрибків у воду.
Чоловіки
| Спортсмен                       | Дисципліна                   | Попередні змагання | Попередні змагання | Півфінали       | Півфінали       | Фінал           | Фінал           |
| Спортсмен                       | Дисципліна                   | Очки               | Місце              | Очки            | Місце           | Очки            | Місце           |
| ------------------------------- | ---------------------------- | ------------------ | ------------------ | --------------- | --------------- | --------------- | --------------- |
| Філіпп Ганьє                    | Трамплін, 3 метри            | 421.45             | 16 Q               | 381.00          | 18              | Завершив виступ | Завершив виступ |
| Франсуа Імбо-Дюлак              | Трамплін, 3 метри            | 377.20             | 32                 | Завершив виступ | Завершив виступ | Завершив виступ | Завершив виступ |
| Максім Бушар                    | Вишка, 10 метрів             | 407.40             | 20                 | Завершив виступ | Завершив виступ | Завершив виступ | Завершив виступ |
| Вінсан Ріндо                    | Вишка, 10 метрів             | 435.45             | 16 Q               | 396.10          | 16              | Завершив виступ | Завершив виступ |
| Філіпп Ганьє Франсуа Імбо-Дюлак | Синхронний трамплін, 3 метри | 373.59             | 12 Q               | Н/Д             | Н/Д             | 408.66          | 5               |
| Філіпп Ганьє Вінсан Ріндо       | Синхронна вишка, 10 метрів   | 372.78             | 14                 | Н/Д             | Н/Д             | Завершив виступ | Завершив виступ |

Жінки
| Спортсменка                    | Дисципліна                   | Попередні змагання | Попередні змагання | Півфінали | Півфінали | Фінал            | Фінал            |
| Спортсменка                    | Дисципліна                   | Очки               | Місце              | Очки      | Місце     | Очки             | Місце            |
| ------------------------------ | ---------------------------- | ------------------ | ------------------ | --------- | --------- | ---------------- | ---------------- |
| Дженніфер Абель                | Трамплін, 3 метри            | 348.70             | 3 Q                | 353.90    | 3 Q       | 331.50           | 6                |
| Памела Вейр                    | Трамплін, 3 метри            | 317.30             | 5 Q                | 318.65    | 6 Q       | 332.40           | 5                |
| Мейган Банфето                 | Вишка, 10 метрів             | 312.75             | 15 Q               | 320.75    | 12 Q      | 343.80           | 7                |
| Розелін Фільйон                | Вишка, 10 метрів             | 318.60             | 13 Q               | 318.05    | 13        | Завершила виступ | Завершила виступ |
| Дженніфер Абель Памела Вейр    | Синхронний трамплін, 3 метри | 302.01             | 2 Q                | Н/Д       | Н/Д       | 319.47           | 2                |
| Мейган Банфето Розелін Фільйон | Синхронна вишка, 10 метрів   | 313.26             | 2 Q                | Н/Д       | Н/Д       | 339.99           | 2                |

Змішаний
| Спортсмени                         | Дисципліна                   | Фінал  | Фінал |
| Спортсмени                         | Дисципліна                   | Очки   | Місце |
| ---------------------------------- | ---------------------------- | ------ | ----- |
| Франсуа Імбо-Дюлак Дженніфер Абель | Синхронний трамплін, 3 метри | 317.01 | 2     |
| Вінсан Ріндо Мейган Банфето        | Синхронна вишка, 10 метрів   | 309.66 | 2     |

## Хай-дайвінг
Одна канадська спортсменка кваліфікувалася на змагання з хай-дайвінгу.
| Спортсмен     | Дисципліна | Очки   | Місце |
| ------------- | ---------- | ------ | ----- |
| Лізанн Річард | жінки      | 216.35 | 5     |

## Плавання на відкритій воді
Четверо канадських спортсменів кваліфікувалися на змагання з плавального марафону на відкритій воді.
| Спортсмен         | Дисципліна       | Час       | Місце |
| ----------------- | ---------------- | --------- | ----- |
| Ерік Гедлін       | 10 км (чоловіки) | 1:56:52.3 | 56    |
| Річард Вейнбергер | 10 км (чоловіки) | 1:50:19.9 | 8     |
| Джейд Дюзаблон    | 5 км (жінки)     | 1:00:52.7 | 22    |
| Джейд Дюзаблон    | 10 км (жінки)    | 2:00:35.0 | 34    |
| Саманта Гардінг   | 5 км (жінки)     | 1:00:50.3 | 19    |
| Саманта Гардінг   | 10 км (жінки)    | 1:59:47.1 | 27    |

## Плавання
Канадські плавці виконали кваліфікаційні нормативи в дисциплінах, які вказано в таблиці (не більш як 2 плавці на одну дисципліну за часом нормативу A, і не більш як 1 плавець на одну дисципліну за часом нормативу B):
Чоловіки
| Спортсмен                                              | Дисципліна                           | Попередній заплив | Попередній заплив | Півфінал        | Півфінал        | Фінал           | Фінал           |
| Спортсмен                                              | Дисципліна                           | Час               | Місце             | Час             | Місце           | Час             | Місце           |
| ------------------------------------------------------ | ------------------------------------ | ----------------- | ----------------- | --------------- | --------------- | --------------- | --------------- |
| Джеремі Бегшоу                                         | 200 м вільним стилем                 | 1:48.29           | 24                | Завершив виступ | Завершив виступ | Завершив виступ | Завершив виступ |
| Джеремі Бегшоу                                         | 400 м вільним стилем                 | 3:50.54           | 23                | Н/Д             | Н/Д             | Завершив виступ | Завершив виступ |
| Раян Кокрейн                                           | 400 м вільним стилем                 | 3:45.86           | 3 Q               | Н/Д             | Н/Д             | 3:44.59         | 3               |
| Раян Кокрейн                                           | 800 м вільним стилем                 | 7:50.28           | 10                | Н/Д             | Н/Д             | Завершив виступ | Завершив виступ |
| Раян Кокрейн                                           | 1500 м вільним стилем                | 14:55.96          | 6 Q               | Н/Д             | Н/Д             | 14:51.08        | 3               |
| Санто Кондореллі                                       | 100 м вільним стилем                 | 48.77             | 11 Q              | 48.49           | 8 Q             | 48.19           | 4               |
| Санто Кондореллі                                       | 50 м батерфляєм                      | 23.67             | 15 Q              | 23.30           | 9               | Завершив виступ | Завершив виступ |
| Річард Фанк                                            | 50 м брасом                          | 27.71             | 20                | Завершив виступ | Завершив виступ | Завершив виступ | Завершив виступ |
| Річард Фанк                                            | 100 м брасом                         | 1:00.26           | 14 Q              | 1:00.43         | 15              | Завершив виступ | Завершив виступ |
| Річард Фанк                                            | 200 м брасом                         | 2:13.33           | 27                | Завершив виступ | Завершив виступ | Завершив виступ | Завершив виступ |
| Юрі Кісіл                                              | 100 м вільним стилем                 | 49.56             | 29                | Завершив виступ | Завершив виступ | Завершив виступ | Завершив виступ |
| Карл Круг                                              | 50 м вільним стилем                  | 22.88             | 33                | Завершив виступ | Завершив виступ | Завершив виступ | Завершив виступ |
| Расселл Вуд                                            | 50 м на спині                        | 25.79             | 31                | Завершив виступ | Завершив виступ | Завершив виступ | Завершив виступ |
| Расселл Вуд                                            | 100 м на спині                       | 54.90             | 29                | Завершив виступ | Завершив виступ | Завершив виступ | Завершив виступ |
| Санто Кондореллі Юрі Кісіл Карл Круг Еван ван Муркерке | естафета 4x100 метрів вільним стилем | 3:15.00           | 6 Q               | Н/Д             | Н/Д             | 3:15.94         | 8               |
| Расселл Вуд Річард Фанк Санто Кондореллі Юрі Кісіл     | естафета 4x100 метрів комплексом     | 3:35.72           | 13                | Н/Д             | Н/Д             | Завершив виступ | Завершив виступ |

Жінки
| Спортсменка                                                                      | Дисципліна                           | Попередній заплив | Попередній заплив | Півфінал         | Півфінал         | Фінал            | Фінал            |
| Спортсменка                                                                      | Дисципліна                           | Час               | Місце             | Час              | Місце            | Час              | Місце            |
| -------------------------------------------------------------------------------- | ------------------------------------ | ----------------- | ----------------- | ---------------- | ---------------- | ---------------- | ---------------- |
| Домінік Бушар                                                                    | 50 м на спині                        | 28.66             | 19                | Завершила виступ | Завершила виступ | Завершила виступ | Завершила виступ |
| Домінік Бушар                                                                    | 100 м на спині                       | 1:00.61           | 15 Q              | 1:00.31          | 11               | Завершила виступ | Завершила виступ |
| Домінік Бушар                                                                    | 200 м на спині                       | 2:08.66           | 3 Q               | 2:08.16          | 4 Q              | 2:08.51          | 6                |
| Гіларі Колвелл                                                                   | 100 м на спині                       | 1:00.69           | 18 Q              | 1:00.39          | 12               | Завершила виступ | Завершила виступ |
| Гіларі Колвелл                                                                   | 200 м на спині                       | 2:10.92           | 15                | 2:08.99          | 6 Q              | 2:08.66          | 7                |
| Одрі Лакруа                                                                      | 200 м батерфляєм                     | 2:08.79           | 11 Q              | 2:08.86          | 12               | Завершила виступ | Завершила виступ |
| Марта Маккейб                                                                    | 200 м брасом                         | 2:26.51           | 21                | Завершила виступ | Завершила виступ | Завершила виступ | Завершила виступ |
| Рейчел Ніколь                                                                    | 50 м брасом                          | 30.86             | 11 Q              | 31.04            | 10               | Завершила виступ | Завершила виступ |
| Рейчел Ніколь                                                                    | 100 м брасом                         | 1:07.52           | 14 Q              | 1:07.24          | 11               | Завершила виступ | Завершила виступ |
| Емілі Оверголт                                                                   | 200 м вільним стилем                 | 1:59.61           | 21                | Завершила виступ | Завершила виступ | Завершила виступ | Завершила виступ |
| Емілі Оверголт                                                                   | 400 м вільним стилем                 | 4:14.45           | 22                | Н/Д              | Н/Д              | Завершила виступ | Завершила виступ |
| Емілі Оверголт                                                                   | 400 м комплексом                     | 4:35.86           | 3 Q               | Н/Д              | Н/Д              | 4:32.52          | 3                |
| Сідні Пікрем                                                                     | 200 м комплексом                     | 2:10.94           | 4 Q               | 2:10.08          | 5 Q              | 2:10.32          | 6                |
| Сідні Пікрем                                                                     | 400 м комплексом                     | 4:40.60           | 14                | Н/Д              | Н/Д              | Завершила виступ | Завершила виступ |
| Кетрін Савард                                                                    | 200 м вільним стилем                 | 2:00.30           | 26                | Завершила виступ | Завершила виступ | Завершила виступ | Завершила виступ |
| Кетрін Савард                                                                    | 100 м батерфляєм                     | 57.96             | 5 Q               | 57.52            | 4 Q              | 57.69            | 5                |
| К'єра Сміт                                                                       | 100 м брасом                         | 1:07.88           | 21                | Завершила виступ | Завершила виступ | Завершила виступ | Завершила виступ |
| К'єра Сміт                                                                       | 200 м брасом                         | 2:24.12           | 11 Q              | 2:22.82          | 5 Q              | 2:23.61          | 8                |
| Ноемі Томас                                                                      | 50 м батерфляєм                      | 26.46             | 14 Q              | 26.37            | 15               | Завершила виступ | Завершила виступ |
| Ноемі Томас                                                                      | 100 м батерфляєм                     | 58.35             | 12 Q              | 58.05            | 8 Q              | 57.94            | 7                |
| Шанталь ван Ландегхем                                                            | 50 м вільним стилем                  | 24.94             | 12 Q              | 24.52            | 8 Q              | 24.39 NR         | 5                |
| Шанталь ван Ландегхем                                                            | 100 м вільним стилем                 | 54.54             | 13 Q              | 53.93            | 9                | Завершила виступ | Завершила виступ |
| Мішель Вільямс                                                                   | 50 м вільним стилем                  | 25.13             | 14 Q              | 24.84            | 12               | Завершила виступ | Завершила виступ |
| Мішель Вільямс                                                                   | 100 м вільним стилем                 | 55.08             | 20                | Завершила виступ | Завершила виступ | Завершила виступ | Завершила виступ |
| Сандрін Менвіль Мішель Вільямс Шанталь ван Ландегхем Кетрін Савард Вікторія Пун* | естафета 4x100 метрів вільним стилем | 3:37.64           | 5 Q               | Н/Д              | Н/Д              | 3:36.44          | 5                |
| Кетрін Савард Елісон Акман Емілі Оверголт Кеннеді Госс                           | естафета 4x200 метрів вільним стилем | 7:57.31           | 11                | Н/Д              | Н/Д              | Завершила виступ | Завершила виступ |
| Домінік Бушар Рейчел Ніколь Ноемі Томас Сандрін Менвіль                          | естафета 4x100 метрів комплексом     | 3:59.02           | 6 Q               | Н/Д              | Н/Д              | 3:57.96          | 6                |

Змішаний
| Спортсмени                                                                                   | Дисципліна                           | Попередній заплив | Попередній заплив | Фінал   | Фінал |
| Спортсмени                                                                                   | Дисципліна                           | Час               | Місце             | Час     | Місце |
| -------------------------------------------------------------------------------------------- | ------------------------------------ | ----------------- | ----------------- | ------- | ----- |
| Санто Кондореллі Юрі Кісіл Шанталь ван Ландегхем Сандрін Менвіль Карл Круг* Вікторія Пун*    | естафета 4x100 метрів вільним стилем | 3:27.75           | 7 Q               | 3:23.59 | 3     |
| Расселл Вуд Річард Фанк Кетрін Савард Сандрін Менвіль Рейчел Ніколь* Ноемі Томас* Карл Круг* | естафета 4x100 метрів комплексом     | 3:49.60           | 8 Q               | 3:46.23 | 7     |

## Синхронне плавання
Тринадцять канадських спортсменів (один чоловік і дванадцять жінок) кваліфікувалися на участь у змаганнях з синхронного плавання.
Жінки
| Спортсменка | Дисципліна                    | Попередні змагання | Попередні змагання | Фінал   | Фінал |
| Спортсменка | Дисципліна                    | Очки               | Місце              | Очки    | Місце |
| --- | ----------------------------- | ------------------ | ------------------ | ------- | ----- |
| Жаклін Сімоно | соло, технічна програма       | 88.0766            | 6 Q                | 89.0237 | 6     |
| Жаклін Сімоно | соло, довільна програма       | 89.8000            | 6 Q                | 90.2333 | 6     |
| Жаклін Сімоно Карін Томас | дует, технічна програма       | 87.6537            | 6 Q                | 89.4176 | 6     |
| Жаклін Сімоно Карін Томас | дует, довільна програма       | 89.6000            | 7 Q                | 89.3667 | 7     |
| Габріелла Бріссон Аннабель Фрап'є Клаудія Гольцнер Ребекка Моле* Марі-Лу Марін Саманта Нілон Ліза Сандерс Жаклін Сімоно Карін Томас                                   | група, технічна програма      | 88.9029            | 6 Q                | 88.8885 | 6     |
| Габріелла Бріссон Аннабель Фрап'є Клаудія Гольцнер Ребекка Моле* Марі-Лу Марін Саманта Нілон Ліза Сандерс Жаклін Сімоно Карін Томас                                   | група, довільна програма      | 89.8000            | 7 Q                | 90.0000 | 7     |
| Габріель Бойсверть* Габріелла Бріссон Аннабель Фрап'є Клаудія Голзнер Ребекка Моле Марі-Лу Марін Саманта Нілон Ліза Сандерс Елізабет Савард Жаклін Сімоно Карін Томас | комбінація, довільна програма | 89.4000            | 6 Q                | 90.3667 | 6     |

* Резервні
Змішаний
| Спортсмени                | Дисципліна                       | Попередні змагання | Попередні змагання | Фінал   | Фінал |
| Спортсмени                | Дисципліна                       | Очки               | Місце              | Очки    | Місце |
| ------------------------- | -------------------------------- | ------------------ | ------------------ | ------- | ----- |
| Рене Прево Стефані Леклер | змішаний дует, довільна програма | 82.3333            | 8 Q                | 82.5333 | 8     |

## Водне поло

### Чоловічий турнір
Чоловіча команда Канади кваліфікувалася на змагання.
Склад команди
- Робін Ренделл
- Кон Кудаба
- Олівер Вікало
- Ніколас Константін-Бікарі
- Джастін Бойд
- Девід Лапінс
- Алек Ташеро
- Кевін Грем
- Метт Галаджян
- Джон Конвей
- Джордж Торакіс
- Джеррі Макелрой
- Дусан Алексіч

Груповий етап
| Поз | Команда  | І | В | Н | П | ГЗ | ГП | РГ  | О | Кваліфікація         |
| --- | -------- | - | - | - | - | -- | -- | --- | - | -------------------- |
| 1   | Хорватія | 3 | 3 | 0 | 0 | 39 | 17 | +22 | 6 | Вийшли у чвертьфінал |
| 2   | Канада   | 3 | 2 | 0 | 1 | 25 | 20 | +5  | 4 | Вийшли в плей-оф     |
| 3   | Бразилія | 3 | 0 | 1 | 2 | 24 | 29 | −5  | 1 | Вийшли в плей-оф     |
| 4   | КНР      | 3 | 0 | 1 | 2 | 12 | 34 | −22 | 1 |                      |

| 27 липня 2015 09:30 | протокол | Хорватія                                 | 12 – 7 | Канада        | Казань Attendance: 507 |
| 27 липня 2015 09:30 | протокол | Рахунок за періодами: 4–2, 6–2, 1–0, 1–3 |        |               | Казань Attendance: 507 |
| 27 липня 2015 09:30 | протокол | four players 2                           | Голів  | Джон Конвей 3 | Казань Attendance: 507 |

| 29 липня 2015 20:10 | протокол | КНР                                      | 2 – 8 | Канада     | Казань Attendance: 240 |
| 29 липня 2015 20:10 | протокол | Рахунок за періодами: 0–3, 0–3, 1–1, 1–1 |       |            | Казань Attendance: 240 |
| 29 липня 2015 20:10 | протокол | Тань Фейху 2                             | Голів | Макелрой 3 | Казань Attendance: 240 |

| 31 липня 2015 20:10 | протокол | Бразилія                                 | 6 – 10 | Канада           | Казань Attendance: 230 |
| 31 липня 2015 20:10 | протокол | Рахунок за періодами: 0–3, 3–3, 2–3, 1–1 |        |                  | Казань Attendance: 230 |
| 31 липня 2015 20:10 | протокол | Сілва 2                                  | Голів  | Бойд, Макелрой 2 | Казань Attendance: 230 |

Плей-оф
| 2 серпня 2015 13:30 | протокол | Канада                                   | 2 – 8 | Італія               | Казань Attendance: 269 |
| 2 серпня 2015 13:30 | протокол | Рахунок за періодами: 0–2, 1–1, 1–2, 0–3 |       |                      | Казань Attendance: 269 |
| 2 серпня 2015 13:30 | протокол | Кудаба, Торакіс 1                        | Голів | Джорджетті, Джітто 2 | Казань Attendance: 269 |

Півфінали за 9-12-те місця
| 4 серпня 2015 12:10 | протокол | Канада                                   | 9 – 7 | Казахстан  | Казань Attendance: 421 |
| 4 серпня 2015 12:10 | протокол | Рахунок за періодами: 1–2, 5–0, 2–3, 1–2 |       |            | Казань Attendance: 421 |
| 4 серпня 2015 12:10 | протокол | Конвей 4                                 | Голів | Аксьонов 3 | Казань Attendance: 421 |

Гра за 9-те місце
| 6 серпня 2015 12:10 | протокол | Канада                                                 | 7 – 7 | Бразилія  | Казань Attendance: 308 |
| 6 серпня 2015 12:10 | протокол | Рахунок за періодами: 2–2, 1–1, 2–3, 2–1 Пенальті: 5–3 |       |           | Казань Attendance: 308 |
| 6 серпня 2015 12:10 | протокол | Конвей, Кубада 2                                       | Голів | Делгадо 3 | Казань Attendance: 308 |

### Жіночий турнір
Жіноча команда Канади кваліфікувалася на змагання.
Склад команди
- Джессіка Годро
- Крістіна Алогбо
- Катріна Монтон
- Емма Райт
- Моніка Еггенс
- Келлі Маккі
- Жоель Бехазі
- Ше Фурньє
- Кармен Еггенс
- Крістін Робінсон
- Стефані Валін
- Домінік Перро
- Нікола Колтерджон

Груповий етап
| Поз | Команда       | І | В | Н | П | ГЗ | ГП | РГ  | О | Кваліфікація         |
| --- | ------------- | - | - | - | - | -- | -- | --- | - | -------------------- |
| 1   | Іспанія       | 3 | 3 | 0 | 0 | 49 | 15 | +34 | 6 | Вийшли у чвертьфінал |
| 2   | Канада        | 3 | 2 | 0 | 1 | 38 | 22 | +16 | 4 | Вийшли в плей-оф     |
| 3   | Казахстан     | 3 | 1 | 0 | 2 | 25 | 35 | −10 | 2 | Вийшли в плей-оф     |
| 4   | Нова Зеландія | 3 | 0 | 0 | 3 | 12 | 52 | −40 | 0 |                      |

| 26 липня 2015 09:30 | протокол | Канада                                   | 15 – 6 | Нова Зеландія | Казань Attendance: 865 Арбітр: Фабіо Тоффолі (BRA), Тадао Тахара (JPN) |
| 26 липня 2015 09:30 | протокол | Рахунок за періодами: 5–1, 2–3, 4–2, 4–0 |        |               | Казань Attendance: 865 Арбітр: Фабіо Тоффолі (BRA), Тадао Тахара (JPN) |
| 26 липня 2015 09:30 | протокол | М. Еггенс, Fournier 3                    | Голів  | Майлз 2       | Казань Attendance: 865 Арбітр: Фабіо Тоффолі (BRA), Тадао Тахара (JPN) |

| 28 липня 2015 21:30 | протокол | Канада                                   | 17 – 4 | Казахстан | Казань Attendance: 240 Арбітр: Дьордь Кун (HUN), Ні Ши Вей (CHN) |
| 28 липня 2015 21:30 | протокол | Рахунок за періодами: 4–1, 2–1, 3–2, 8–0 |        |           | Казань Attendance: 240 Арбітр: Дьордь Кун (HUN), Ні Ши Вей (CHN) |
| 28 липня 2015 21:30 | протокол | М. Еггенс 5                              | Голів  | Міршина 2 | Казань Attendance: 240 Арбітр: Дьордь Кун (HUN), Ні Ши Вей (CHN) |

| 30 липня 2015 13:30 | протокол | Канада                                   | 6 – 12 | Іспанія  | Казань Attendance: 321 Арбітр: Дьордь Кун (HUN), Марк Коганов (AZE) |
| 30 липня 2015 13:30 | протокол | Рахунок за періодами: 1–5, 2–4, 2–2, 1–1 |        |          | Казань Attendance: 321 Арбітр: Дьордь Кун (HUN), Марк Коганов (AZE) |
| 30 липня 2015 13:30 | протокол | М. Еггенс 2                              | Голів  | Пареха 3 | Казань Attendance: 321 Арбітр: Дьордь Кун (HUN), Марк Коганов (AZE) |

Плей-оф
| 1 серпня 2015 13:30 | протокол | Канада                                   | 5 – 8 | Греція        | Казань Attendance: 2,055 Арбітр: Герман Меллер (ARG), Воджин Путнікович (SRB) |
| 1 серпня 2015 13:30 | протокол | Рахунок за періодами: 3–3, 1–1, 0–2, 1–2 |       |               | Казань Attendance: 2,055 Арбітр: Герман Меллер (ARG), Воджин Путнікович (SRB) |
| 1 серпня 2015 13:30 | протокол | Валін 2                                  | Голів | Харалампіді 3 | Казань Attendance: 2,055 Арбітр: Герман Меллер (ARG), Воджин Путнікович (SRB) |

Півфінали за 9-12-те місця
| 3 серпня 2015 12:10 | протокол | Канада                                   | 7 – 10 | Угорщина    | Казань Attendance: 274 Арбітр: Урсула Венгенрот (SUI), Корі Вільямс (NZL) |
| 3 серпня 2015 12:10 | протокол | Рахунок за періодами: 1–2, 2–2, 3–2, 1–4 |        |             | Казань Attendance: 274 Арбітр: Урсула Венгенрот (SUI), Корі Вільямс (NZL) |
| 3 серпня 2015 12:10 | протокол | Райт 2                                   | Голів  | Кестхельї 4 | Казань Attendance: 274 Арбітр: Урсула Венгенрот (SUI), Корі Вільямс (NZL) |

Матч за 11-те місце
| 5 серпня 2015 10:50 | протокол | Канада                                   | 20 – 4 | Казахстан | Казань Attendance: 235 Арбітр: Анне Грандін (FRA), Корі Вільямс (NZL) |
| 5 серпня 2015 10:50 | протокол | Рахунок за періодами: 4–1, 5–1, 5–2, 6–0 |        |           | Казань Attendance: 235 Арбітр: Анне Грандін (FRA), Корі Вільямс (NZL) |
| 5 серпня 2015 10:50 | протокол | М. Еггенс 5                              | Голів  | Міршина 2 | Казань Attendance: 235 Арбітр: Анне Грандін (FRA), Корі Вільямс (NZL) |